# Kaokoveldwoestijn

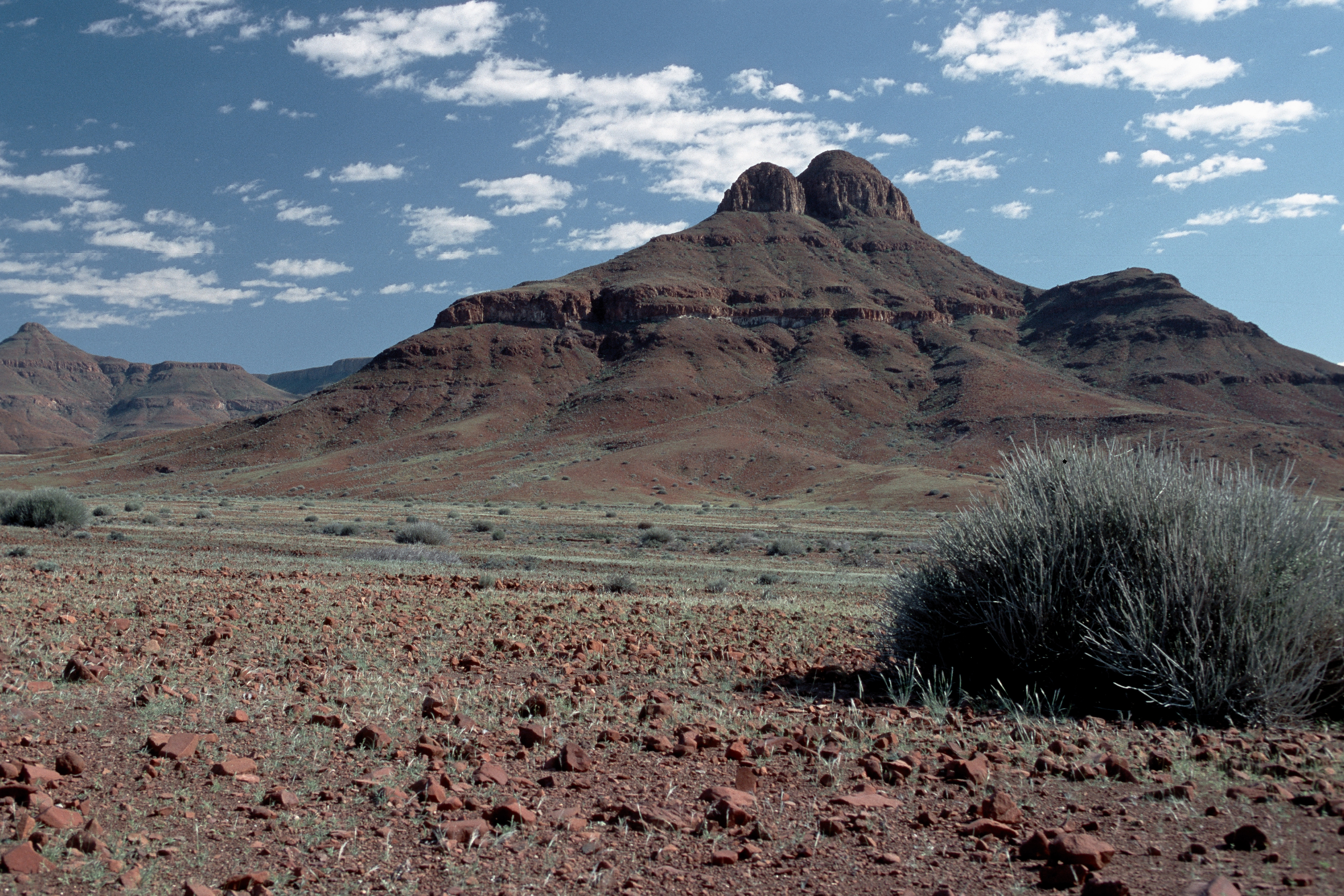
Landschap bij Orupembe.

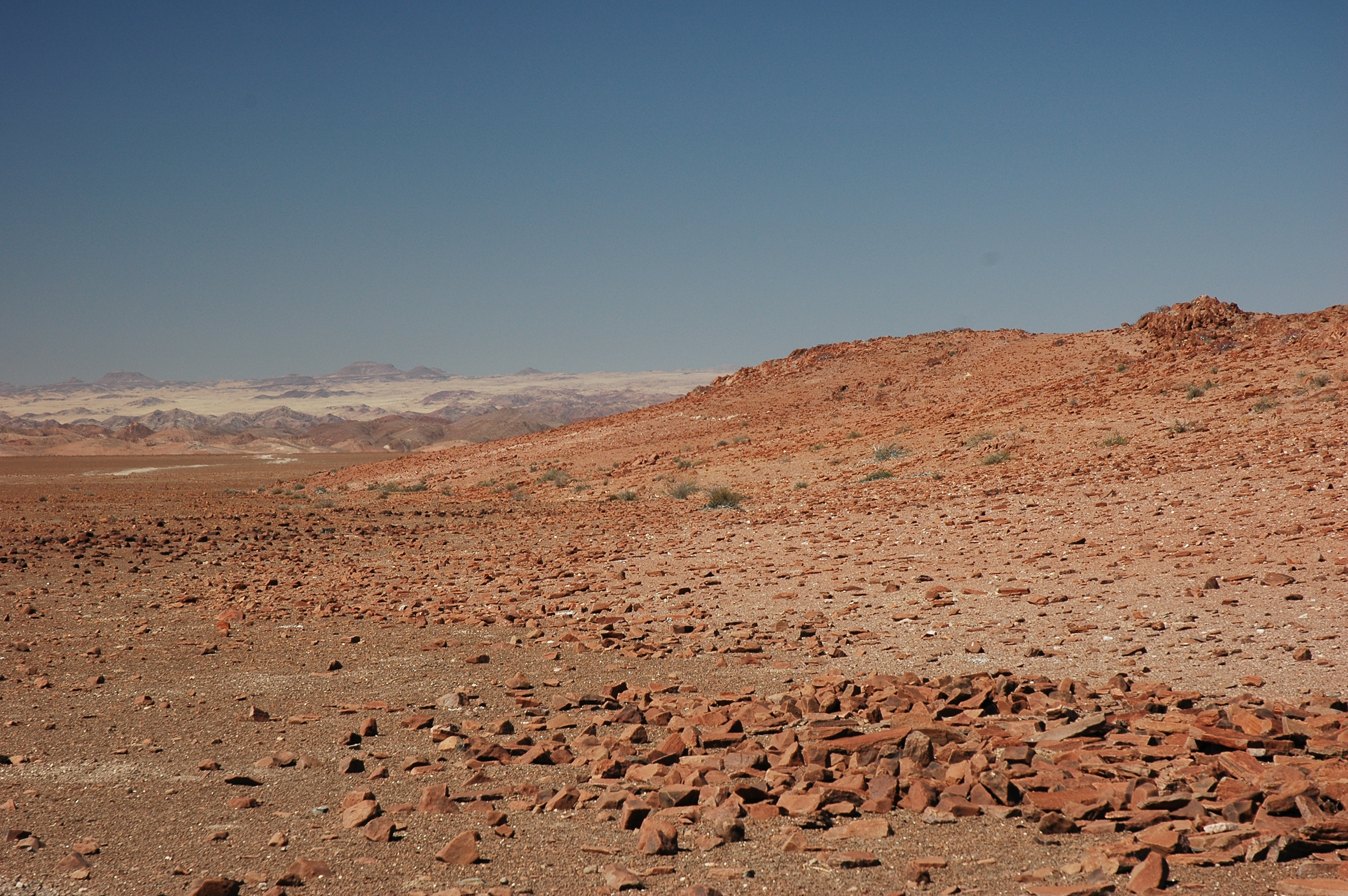
Woestijn in Kaokoland.

De Kaokoveldwoestijn is een woestijn in het noordwesten van Namibië en het zuidwesten van Angola. Tevens vormt dit gebied een ecoregio in de zojuist genoemde landen.

## Locatie
De Kaokoveldwoestijn strekt zich uit langs de westkust van zuidelijk Afrika tussen de 13e en 21e zuidelijke breedtegraad. Het betreffende gebied beslaat het noordelijke gedeelte van de Namibwoestijn en de ecoregio ligt tussen de Uniab-rivier in Namibië en de kustzone van zuidelijk Angola. De Kaokoveldwoestijn is over het grootste gedeelte ongeveer honderd kilometer breed, van de Atlantische kustlijn tot de voet van het Namibische escarpment.

## Klimaat
Het belangrijkste klimatologische kenmerk van de ecoregio is de zeer beperkte en sterk onvoorspelbare neerslag van minder dan 100 mm per jaar, wat in de westelijke delen van de Kaokoveldwoestijn uitgesprokener is dan in de oostelijke delen. In tegenstelling tot de Namibwoestijn heeft de Kaokoveldwoestijn zomerregenval. Meer dan zestig procent van de jaarlijkse regen valt tijdens sporadische stormen tussen oktober en maart. Er zijn twee belangrijke reden voor de beperkte neerslag in de ecoregio. In de eerste plaats verliezen de oostelijke luchtstromen die boven de Indische Oceaan ontstaan veel van hun vochtigheid in de Zuid-Afrikaanse Drakensbergen. Over het vervolg van het continent verliezen de luchtstromen nog meer vochtigheid en ze bereiken de laaggelegen kuststrook als hete en droge winden. In de tweede plaats worden de lokale zuidwestelijke winden afgekoeld door de Benguelastroom langs de Atlantische kust van zuidelijk Afrika. Hierdoor ontstaat koude lucht met overliggende warmere lucht met als gevolg dat er geen wolken worden gevormd. De koude lucht vormt echter wel een mistlaag, die tot vijftig kilometer landinwaarts wordt geblazen. Deze mist zorgt voor water voor de planten en kleinere woestijndieren. De temperaturen in de Kaokoveldwoestijn dalen richting de kust door de koude lucht van de Benguelastroom. In de kustregio is weinig variatie in de temperaturen gedurende de dag en de seizoenen. De variatie in temperatuur is landinwaarts groter. 

## Landschap
De Kaokoveldwoestijn bestaat uit heuvels, valleien, zandduinen, zandvlaktes en grindvlaktes. De Kunene-rivier is de enige permanente rivier in de Kaokoveldwoestijn. Oppervlaktewater is schaars, maar droge rivierbeddingen fungeren als levenslijnen in de woestijn. In deze rivierbeddingen is relatief veel begroeiing, wat grote zoogdieren aantrekt. De rest van het landschap is erg droog en nauwelijks begroeid.

## Flora en fauna

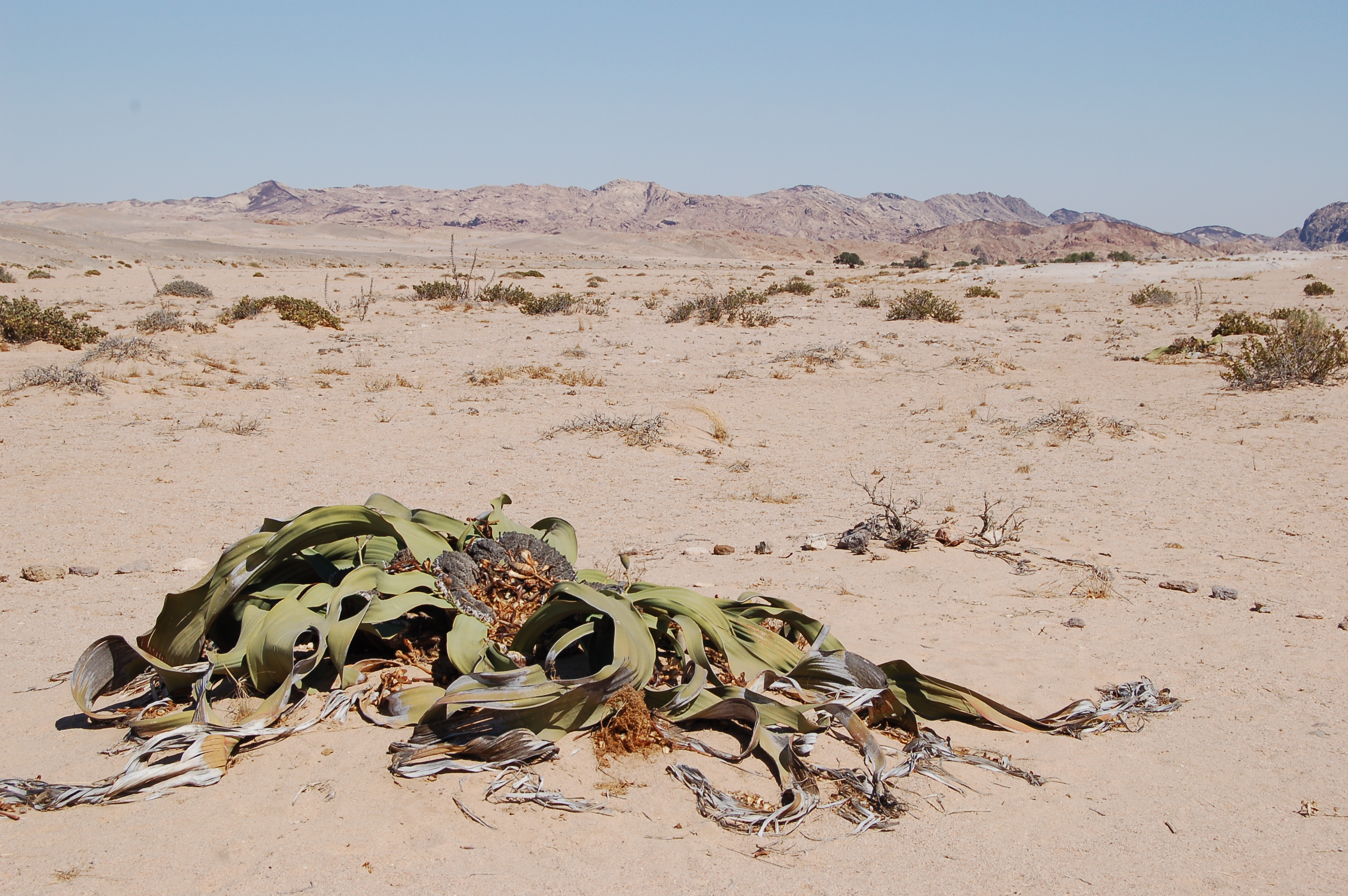
Welwitschia mirabilis

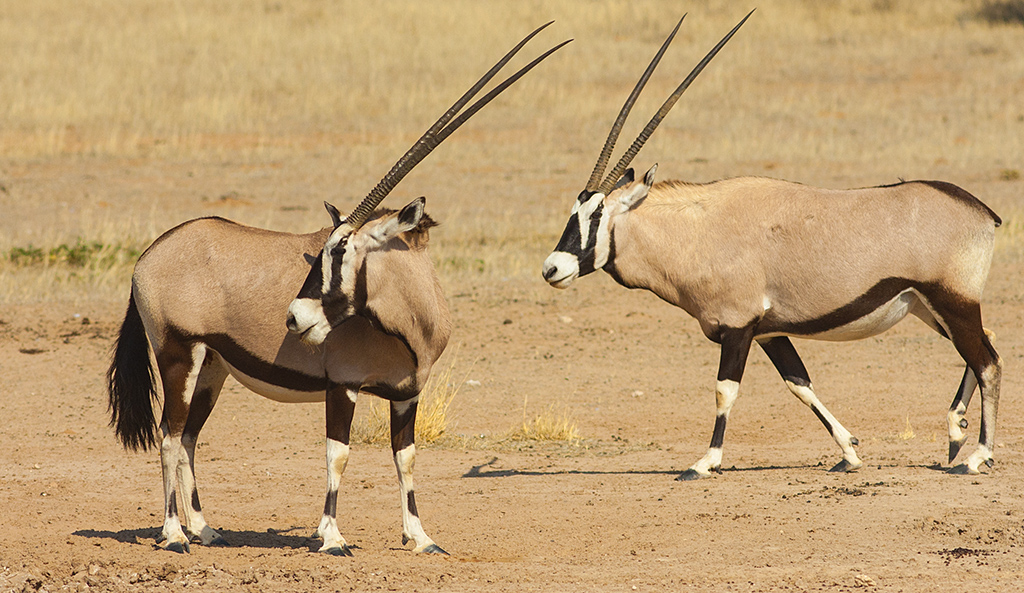
Gemsbokken

De Kaokoveldwoestijn is al zeker 55 miljoen jaar een droog gebied. De droge condities begonnen vermoedelijk met de splitsing van westelijk Gondwana 130 tot 145 miljoen jaar geleden, toen de regio richting de huidige positie bij de Steenbokskeerkring schoof. Deze zeer lange droge periode heeft duidelijke invloed gehad op de biodiversiteit en de regio is een relatief stabiel centrum voor de evolutie van woestijnsoorten. De flora en fauna van de Namib- en Kaokoveldwoestijn vertoont overeenkomsten met die van droge gebieden in noordoostelijk Afrika, zoals Kenia, Somalië en Ethiopië. Een algemeen geaccepteerde verklaring is dat de twee huidige geïsoleerde droge gebieden relicten zijn van een eerdere aaneengesloten droge strook over het Afrikaanse continent van Somalië tot in Namibië, Botswana en Zuid-Afrika. 

### Flora
Welwitschia mirabilis is de bekendste plant uit de Kaokoveldwoestijn en komt in de gehele ecoregio voor. Deze plant is de enige overlevende soort uit zijn orde, die verwant is aan de naaldbomen. Welwitschia mirabilis groeit langzaam en kan honderden jaren oud worden. De kroon kan meer dan een meter in diameter zijn met bladeren tot drie meter lang. Het zuidelijke deel van de Kaokoveldwoestijn bestaat voornamelijk uit zandduinen met spaarzame vegetatie bestaande uit geïsoleerde planten zoals salt bush (Salsola nollothensis) en woodrose (Merremia multisecta). Rondom deze duinen liggen kleine graslandgebieden die gedomineerd worden door duingrassen (Stipagrostis spp.). Naar het oosten toe worden deze grasvlaktes soortenrijker met Kaokochloa nigrirostris als algemene soort. In de grindwoestijnen langs de kust is nauwelijks begroeiing, kleurrijke velden van korstmossen zoals de oranje Teloschistes capensis uitgezonderd. Landinwaarts is er meer vegetatie in de grindwoestijnen  met onder meer de dollarstruiken (Zygophyllum spp.), kruidachtige planten en duingrassen. In rotsgebieden komen vetplanten zoals Lithops ruschiorum, Sarcocaulon mossamedense en Othonna lasiocarpa voor. In de rivierbeddingen groeien naast struiken ook bomen zoals de anaboom (Faidherbia albida), Kaokogroendoring (Balanites angolensis) en mopane (Colophospermum mopane). Kleine waterbronnen of vochtige plekken kunnen dichtbegroeid zijn met grassen zoals cypergras (Scirpus spp.), zuidelijk rietgras (Phragmites australis) en waterplanten zoals Thypha latifolia.

### Fauna
Verschillende endemische soorten hagedissen en spinachtigen komen voor in de Kaokoveldwoestijn. In de begroeide rivierbeddingen komen Afrikaanse olifanten, zwarte neushoorns en giraffes voor. Deze dieren voeden zich met bomen zoals Faidherbia albida. Ook de Hartmann-bergzebra, grote koedoe, springbok, Kirks dikdik en impala komen met name voor in de begroeide rivierbeddingen. De gemsbok vormt een uitzondering en deze antilopesoort trekt voor langere periodes de woestijn in. Tot de roofdieren van de Kaokoveldwoestijn behoren de leeuw, cheetah, bruine hyena en zadeljakhals.

## Bescherming
De Kaokoveldwoestijn is goed beschermd in het nationaal park Skeleton Coast in Namibië, maar buiten dit park staat de natuur in deze ecoregio in Namibië onder druk door onder meer stroperij, voertuigen die buiten de bestaande wegen rijden en overbegrazing door vee van de Ovahimba-bevolking. In Angola ligt een deel van de Kaokoveldwoestijn in het nationaal park Iona. Door de jarenlange burgeroorlog in het land is door gebrekkige infrastructuur en administratie de daadwerkelijke bescherming verminderd met stroperij, houtkap, menselijke nederzettingen en landbouw als gevolg. Grotere zoogdieren als leeuwen, zwarte neushoorns en giraffes zijn zo goed als verdwenen uit het gebied.